# Stomatopora gingrina
Stomatopora gingrina är en mossdjursart som beskrevs av Jullien 1882. Stomatopora gingrina ingår i släktet Stomatopora och familjen Stomatoporidae. Inga underarter finns listade i Catalogue of Life.